# Općina Cankova
Općina Cankova (slo.:Občina Cankova) je općina u sjeveroistočnoj Sloveniji u pokrajini Prekmurje i statističkoj regiji Pomurje. Središte općine je naselje Cankova s 481 stanovnikom.

## Zemljopis
Općina Cankova nalazi se u sjeveroistočnome dijelu Slovenije na granici s Austrijom. Općina se prostire u zapadnom dijelu ravničarske i poljoprivredne pokrajine Prekomurje.
U općini vlada umjereno kontinentalna klima.
U općini postoji samo manji vodotoci lokalnog značaja, svi u slivu rijeke Mure.

## Naselja u općini
Cankova, Domajinci, Gerlinci, Gornji Črnci, Korovci, Krašči, Skakovci, Topolovci

## Vanjske poveznice
- Službena stranica općine